# Stojakovic Nenad
Nenad Stojaković (sinh ngày 4 tháng 4 năm 1980 ở Zemun) là một cầu thủ bóng đá người Serbia.